# 德科集团
德科集团（Adecco S.A.）是全球最大的人力资源公司，总部在瑞士的格拉特布鲁格。

## 历史
德科集团成立于1996，由法国公司Ecco和瑞士公司Adia Interim合并而成。

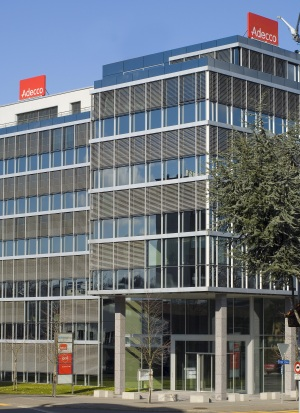
德科集团在瑞士苏黎世的总部